# Marieke Keijser
Marieke Keijser (* 21. Januar 1997 in Rotterdam) ist eine niederländische Leichtgewichts-Ruderin. Sie wurde 2021 Olympiadritte.

## Sportliche Karriere
Marieke Keijser begann 2011 mit dem Rudersport. Bei den Junioren-Weltmeisterschaften 2013 belegte sie mit dem niederländischen Doppelvierer den vierten Platz. 2014 war sie bei der Junioren-Weltmeisterschaft in Hamburg Dritte im Einer. Bei den Junioren-Weltmeisterschaften 2015 gewann sie den Titel im Einer. 2016 siegte sie im Leichtgewichts-Einer bei den U23-Weltmeisterschaften. 
Bei den Europameisterschaften 2017 startete sie zusammen mit Ilse Paulis im Leichtgewichts-Doppelzweier und gewann die Silbermedaille hinter den Polinnen Weronika Deresz und Martyna Mikolajczak. Nach dem erneuten Titelgewinn im Leichtgewichts-Einer bei den U23-Weltmeisterschaften 2017 startete Keijser auch bei den Ruder-Weltmeisterschaften 2017 im Leichtgewichts-Einer und gewann Silber hinter der Südafrikanerin Kirsten McCann. Im Ruder-Weltcup 2018 ruderten Paulis und Keijser im Leichtgewichts-Doppelzweier und gewannen die Regatta in Belgrad. Bei den Europameisterschaften siegten die beiden Niederländerinnen vor den Polinnen Weronika Deresz und Joanna Dorociak. Bei den Weltmeisterschaften 2018 siegten die Rumäninnen vor dem US-Zweier, Paulis und Keijser erkämpften die Bronzemedaille. Im Jahr darauf trat Keijser bei den Europameisterschaften 2019 in Luzern wieder im Leichtgewichts-Einer an und gewann Bronze hinter der Italienerin Federica Cesarini und der Deutschen Leonie Pieper. Bei den Weltmeisterschaften 2019 in Linz gewannen Marieke Keijser und Ilse Paulis Silber hinter dem Doppelzweier aus Neuseeland. 2020 gewannen sie den Titel bei den Europameisterschaften, vor den Booten aus Italien und Rumänien. Bei den Europameisterschaften 2021 in Varese erruderten sie die Bronzemedaille hinter den Italienerinnen und den Britinnen. In Tokio bei der Olympischen Regatta siegten die Italienerinnen vor den Französinnen, dahinter erkämpften Keijser und Paulis die Bronzemedaille mit einer Hundertstelsekunde Vorsprung auf die britische Crew.